# Асфоделовые
Асфоде́ловые (лат. Asphodelaceae) — семейство однодольных цветковых растений, включённое в порядок Спаржецветные (Asparagales), принятое в системе APG IV. В системе APG III именовалось Xanthorrhoeaceae.
Семейство в виде, принимаемом APG IV, имеет широкий ареал в тропическом и умеренном климатических поясах. Многие его представители выращиваются как декоративные растения. Несколько видов обладают лекарственными свойствами.

## Подсемейства
Выделяют три подсемейства, одно из которых признано монотипным.
Асфоделовые (Asphodeloideae Burnett, 1835)
- Aloë L., 1753 — Алоэ
- Asphodeline Rchb., 1830 — Асфоделина
- Asphodelus L., 1753 — Асфодель
- Astroloba Uitewaal, 1947 — Астролоба
- Bulbine Wolf, 1776 — Бульбина
- Bulbinella Kunth, 1843 — Бульбинелла
- Chortolirion A.Berger, 1908
- Eremurus M.Bieb., 1810 — Эремурус
- Gasteria Duval, 1809 — Гастерия
- Haworthia Duval, 1809 — Хавортия
- Jodrellia Baijnath, 1978
- Kniphofia Moench, 1794 — Книпхофия
- Lomatophyllum Willd., 1811 — Ломатофиллум
- Poellnitzia Uitewaal, 1940
- Trachyandra Kunth, 1843 — Трахиандра

Ксанторреевые (Xanthorrhoeoideae M.W.Chase, Reveal & M.F.Fay, 2009)
- Xanthorrhoea Sm., 1798 — Ксанторрея

Лилейниковые (Hemerocallidoideae Kostel., 1831)
- Agrosticrinum F.Muell., 1860
- Arnocrinum Endl. & Lehm., 1846 — Арнокринум
- Corynotheca F.Muell. ex Benth., 1878 — Коринотека
- Dianella Lam. ex Juss., 1789 — Дианелла
- Eccremis Willd. ex Baker, 1876
- Geitonoplesium A.Cunn. ex R.Br., 1832 — Гейтоноплезиум
- Hemerocallis L., 1753 — Лилейник
- Hensmania W.Fitzg., 1903
- Herpolirion Hook.f., 1853
- Hodgsoniola F.Muell., 1861
- Johnsonia R.Br., 1810 — Джонсония
- Pasithea D.Don, 1832 — Паситея
- Phormium J.R.Forst. & G.Forst., 1775 — Формиум
- Rhuacophila Blume, 1827
- Simethis Kunth, 1843 — Симетис
- Stawellia F.Muell., 1870
- Stypandra R.Br., 1810 — Стипандра
- Thelionema R.J.F.Hend., 1985
- Tricoryne R.Br., 1810 — Трикорина